# Mukarange (Kayonza)
Mukarange è un settore (imirenge) del Ruanda, parte della Provincia Orientale e del distretto di Kayonza.